# Sebastian Wojciechowski (futsalista)
Sebastian Wojciechowski (ur. 17 stycznia 1988) – polski futsalista, zawodnik z pola, reprezentant Polski.

## Kariera klubowa
Sebastian Wojciechowski jest wychowankiem klubu MOSiR Jastrzębie-Zdrój. W sezonach 2005/2006 – 2007/2008 znajdował się w kadrze GKS-u Jastrzębie. W rundzie jesiennej sezonu 2008/2009 był zawodnikiem GKS-u Pniówka Pawłowice. W rundzie wiosennej tego sezonu grał dla pierwszoligowej futsalowej drużyny Strzelec Gorzyczki. Od początku sezonu 2009/2010 był zawodnikiem występującego w ekstraklasie Clearexu Chorzów, z którym w 2009 i 2012 roku grał w finale Pucharu Polski. Przed rozpoczęciem sezonu 2013/2014 dołączył do Wisły Krakbet Kraków, z którą w tym samym sezonie zdobył Puchar Polski. W 2014 roku zdobył także Superpuchar Polski. W sezonie 2014/2015 z Wisłą zdobył Mistrzostwo i Puchar Polski. Od sezonu 2015/2016 reprezentuje barwy Red Devils Chojnice, z którym po raz kolejny w swojej karierze wygrał krajowy Puchar.  W sezonie 2018/2019 reprezentował barwy beniaminka ACANA Orła Jelcz-Laskowice, z którego po jednym sezonie przeszedł do klubu KS Futsal Leszno. W Lesznie grał przez trzy sezony w latach 2019–2022

## Kariera reprezentacyjna
W reprezentacji Polski Wojciechowski zadebiutował 1. grudnia 2014 roku w zremisowanym 2:2 meczu z Holandią, dwa dni później w przegranym 3:4 meczu z Włochami strzelił pierwszą bramkę. W 2015 roku wziął udział w turnieju eliminacyjnym do Mistrzostw Europy, w którym w trzech meczach strzelił jedną bramkę. W 2017 roku awansował z reprezentacją Polski na Mistrzostwa Europy 2018, w których wziął udział.